# Châtelus, Allier
Châtelus là một xã ở tỉnh Allier thuộc miền trung nước Pháp.